# Mikaël Ollivier
Pour les articles homonymes, voir Ollivier.
Œuvres principales
- Plus jamais sans elle
- Frères de sang (2003)
- E-den (2004)
- Celui qui n'aimait pas lire (2004)
- Le monde dans la main (2012)

Mikaël Ollivier est un auteur de romans et de nouvelles et scénariste français né le 22 mars 1967 à Versailles.

## Biographie
C'est d'abord le cinéma qui le passionne : en 1982, une rétrospective Alfred Hitchcock est pour lui un choc. Après le baccalauréat, il entre dans une école de cinéma et commencera à travailler pour Canal Plus. Mikaël Ollivier publie des romans de science-fiction, des policiers, des récits intimistes, tant pour adultes que pour la jeunesse. Mikael est également scénariste pour le cinéma, la bande dessinée et la télévision.
En 2023, il publie aux éditions Thierry Magnier le roman pour adolescents Premier Rôle. Pour l'avis critique de Télérama : « Dans ce très beau texte pour adolescents, Mikaël Ollivier ose aborder frontalement (et même politiquement) la vieillesse et la mort avec pudeur et justesse. »

## Œuvres

### Ouvrages pour enfants et adolescents
- Papa est à la maison, éditions Thierry Magnier, 2000.
- La Vie, en gros, Thierry Magnier, coll. « roman », 200119 prix littéraires, dont celui des Incorruptibles. Porté à l'écran.
- Tu sais quoi ?, Thierry Magnier, coll. « roman », 2002.
- Star-crossed lovers, Thierry Magnier, coll. « roman », 20024 prix littéraires.
- Vivement jeudi !, Thierry Magnier, coll. « Petite poche », 2002.
- Un secret de famille, J'ai lu jeunesse, 2003.
- Mange tes pâtes, Thierry Magnier, coll. « Petite poche », 2003.
- T'es un grand garçon maintenant, Thierry Magnier, coll. « Petite poche », 2003.
- Frères de sang, Thierry Magnier, coll. « roman », 2003Porté à l'écran en 2008/2009 a reçu 9 prix littéraires.
- E-den  (en collaboration avec Raymond Clarinard et Thierry Magnier), coll. « roman », 2004Ce roman a reçu 9 prix littéraires dont le Prix NRP de littérature jeunesse (Nouvelle Revue Pédagogique).
- Peau de lapin, Thierry Magnier, coll. « Petite poche », 2004.
- Celui qui n'aimait pas lire (ouvrage autobiographique où Mikaël Ollivier raconte son enfance), éd. De la Martinière, coll. « Confessions », 2004.
- Sous le même signe, Thierry Magnier, coll. « roman », 2005Précédemment paru dans la revue Je Bouquine en novembre 2003.
- Jack est là, Thierry Magnier, coll. « Petite poche », 2005.
- Le grand mystère, Thierry Magnier, coll. « Petite poche », 2006.
- Tout doit disparaître, Thierry Magnier, coll. « Roman »Prix France Télévision en 2007. Porté à l'écran sous le titre Paradis amers.
- L'Alibi, Thierry Magnier, coll. « Roman », 2008D'abord publié dans la revue Je Bouquine en janvier 2007.
- Tsunami, Thierry Magnier, coll. « Petite Poche », 2009.
- Sur un arbre perché, Thierry Magnier, coll. « Petite Poche », 2010.
- Le monde dans la main, Thierry Magnier, coll. « Grands romans », 2011.
- Plus jamais sans elle, Le Seuil, 2012.
- Tu ne sais rien de l'amour, Thierry Magnier, coll. « grand romans », 2016.
- Et si la mer était bleue ?, Thierry Magnier, coll. « Petite Poche », 2017.
- Hantée  (bande dessinée en collaboration avec Nicolas Pitz), éditions Jungle, 2021.
- Premier rôle, Thierry Magnier, coll. « Grands romans », 2023[1].

#### Participation
- « Faire l’amour », dans Des filles et des garçons  (nouvelle) (recueil de 11 nouvelles par 11 auteurs), éditions Thierry Magnier, 2003.
- « Côté dames », dans De l'eau de-ci de-là  (nouvelle) (recueil), Gallimard Jeunesse, coll. « Scripto », 2005.
- « Longue vie à Monsieur Moustache », dans Nouvelles vertes  (nouvelle) (recueil), éditions Thierry Magnier, 2005.
- « ? », dans Va y avoir du sport !  (nouvelle) (recueil de 30 nouvelles par 30 auteurs), Gallimard Jeunesse, coll. « Scripto », 2006, 256 p. (ISBN 978-2070576494).
- « La maison verte », dans Nouvelles re-vertes  (nouvelle) (recueil), éditions Thierry Magnier, 2008.
- « Les mots de autres », dans Les mots des autres  (nouvelle) (recueil de 11 nouvelles par 6 auteurs), éd. Colibri, 2011.
- « Déjà morte », dans Les mots des autres  (nouvelle) (recueil de 11 nouvelles par 6 auteurs), éd. Colibri, 2011.
- « ? », dans Comme chien et chat  (nouvelle) (recueil de 9 nouvelles par 9 auteurs), éditions Thierry Magnier, 2011.
- « ? », dans Sauve qui peut les vacances !  (nouvelle) (recueil de 9 nouvelles par 9 auteurs), éditions Thierry Magnier, 2013.
- « Mort de rire ! », dans Tu vas rire !, éditions Thierry Magnier, 2016En partenariat avec Le Rire médecin.

### Ouvrages pour adultes
- L'Ombre de mars  (en collaboration avec Raymond Clarinard), éd. Fleuve noir, 1997.
- Bruce Springsteen  (en collaboration avec Hugues Barrière) (biographie), éd. Librio, 2001.
- Trois souris aveugles, éditions Albin Michel, coll. « Spécial suspense », 2002.
- La Fièvre bâtisseuse, éditions Thierry Magnier, 2003Il s'agit du premier roman écrit par l'auteur, mais longtemps refusé par les maisons d'édition.
- L'Inhumaine Nuit des nuits, éditions Albin Michel, coll. « Spécial suspense », 2004.
- Maldonne, Albin Michel, février 2006Ce roman a reçu le prix Handi Livre du meilleur roman 2006.
- Apprendre à marcher aux enfants, Les Trois Rives, mai 2006.
- Noces de glace, Albin Michel, coll. « Spécial Suspense », octobre 2006.
- Bruce Frederick Springsteen, éditions du Castor Astral, juin 2007.
- La promesse du feu, Albin Michel, coll. « Spécial Suspense », septembre 2009.
- Quelque chose dans la nuit, éditions Le Passage Polar, octobre 2011 (ISBN 978-2-84742-173-6).
- Apprendre à marcher aux enfants, éditions révisée et augmentée, aux éditions Le Passage, janvier 2016.

## Filmographie

### Cinéma (en tant que scénariste)
- Three Blind Mice (trois souris aveugles), réalisé par Mathias Ledoux (adapté par l'auteur de son roman éponyme)

### Télévision (en tant que scénariste)
- La vie, en gros, téléfilm réalisé par Didier Bivel, 2001 (adaptation, par l'auteur, de son roman éponyme)
- Maldonne, téléfilm réalisé par Patrice Martineau, 2005
- Mémoire de glace, téléfilm réalisé par Pierre-Antoine Hiroz, 2006
- Frères de sang, téléfilm réalisé par Stéphane Kappès, 2008 (adaptation, par l'auteur, de son roman éponyme)[2]
- 2011 : Insoupçonnable, téléfilm de Benoît d'Aubert, coécrit avec Franck_Thilliez (1re diffusion le 02 décembre 2011 sur France 2)
- Paradis amers, téléfilm par Christian Faure, 2012 (adaptation, par l'auteur, de son roman "Tout doit disparaître")
- A corde tendue, téléfilm réalisé par Pierre-Antoine Hiroz, 2013
- 2014 : Ligne de mire, téléfilm réalisé par Nicolas Herdt, 2014
- Jusqu'au dernier, mini-série réalisée par François Velle, 2014
- La promesse du feu, téléfilm en deux épisodes, réalisé par Christian Faure, 2015 (adapté par l'auteur de son roman éponyme)
- Les liens du cœur, téléfilm réalisé par Régis Musset, 2015
- Box 27, téléfilm réalisé par Arnaud Sélignac, 2015 (co-écrit avec Viviane Moore)
- Altitudes, téléfilm réalisé par Pierre-Antoine Hiroz, 2016
- Cassandre, épisodes 8 et 12 de la série, 2018-2019
- 2019 : Un avion sans elle, mini-série réalisé par Jean-Marc Rudnicki, 2019
- La promesse de l'eau, téléfilm réalisé par Christian Faure, 2019 (d'après les personnages de "La promesse du feu"
- 2020-2021 : épisodes 2 et 4 de la série Le crime lui va si bien, en collaboration avec Olga Vincent
- 2020 : La Fugue, téléfilm réalisé par Xavier Durringer, 2021 (écrit en collaboration avec Olga Vincent)
- 2025 : Le combat d'Alice, téléfilm réalisé par Thierry Binisti

## Prix et distinctions
- 2001 : Grand Prix de l'Estérel pour Papa est à la maison (Thierry Magnier).
- 2002/2003 : 
  - Prix Polar pour Trois souris aveugles (Albin Michel).
  - Prix du festival de la ville de Cherbourg pour Tu sais quoi ? (Thierry Magnier).
  - Prix Farniente, Prix l'Eté du livre à Metz, Prix des Incorruptibles et 16 autres prix pour La Vie en gros (Thierry Magnier).
- 2004 : 
  - Prix Fiction Noire et Prix Encre Noire pour frères de sang (Thierry Magnier).
  - Prix NRP de littérature jeunesse pour E-den (Thierry Magnier).
  - Prix de la ville de Bruxelles, et Prix Ado-livres pour Star-crossed lovers (Thierry Magnier).
- 2005 : 
  - Prix Polar derrière les murs pour L'Inhumaine nuit des nuits (Albin Michel).
  - Prix l'Eté du livre à Metz pour E-den (Thierry Magnier).
  - Prix Farniente pour Star-crossed lovers (Thierry Magnier).
- 2006 : Prix Handi-Livres pour Madonne (Albin Michel)
- 2008/2009 : Prix des lycéens autrichiens et Prix France Télévision pour Tout doit disparaître (éditions Thierry Magnier).
- 2009 : Prix des lycées professionnels du Haut-Rhin pour L'Alibi (Thierry Magnier).
- 2010 : Prix des lecteurs du Festival Sang d'Encre pour La promesse du feu (éditions Albin Michel).
- 2012 : Meilleur scénario pour Paradis amers au Festival de la fiction TV de La Rochelle, d'après son roman Tout doit disparaître (éditions Thierry Magnier)[3].
- 2012 : Prix des collégiens de l'Hérault pour Le monde dans la main (éditions Thierry Magnier).
- 2016 : Prix spécial du jury du festival de la fiction TV de la Rochelle, pour Box 27, écrit en collaboration avec Viviane Moore (Adrénaline / France 2)